# Chemická olympiáda
Chemická olympiáda (ChO) je česká nejvyšší chemická soutěž pořádaná MŠMT (Ministerstvem školství, mládeže a tělovýchovy). Soutěž je vyhlašována každoročně a je určena pro žáky základních a středních škol. Olympiáda se dělí do pěti kategorií, které jsou rozdílně obtížné. Každé z nich se mohou zúčastnit nejen žáci, pro které je určena, ale také mladší žáci, kteří se takto připravují na další ročníky a obohacují si tak své znalosti. Každá kategorie je dělena na jednotlivá soutěžní kola, ve kterých žáci řeší teoretické a praktické úlohy. V každém soutěžním kole jsou úlohy o něco složitější, ale stále je v nich kladen důraz na návaznost problému v jednotlivých kolech a možnost zjistit všechny potřebné informace v doporučené literatuře. V nejvyšší kategorii je možnost zúčastnit se celostátního kola chemické olympiády a při velmi dobrém umístění možnost postoupit přes dvě soustředění až na mezinárodní chemickou olympiádu.

## Historie
Zrod chemické olympiády spadá do období šedesátých let dvacátého století. U vzniku chemické olympiády stáli zanícení učitelé chemie, kteří začali organizovat soutěže na školách a posléze v okresech a krajích. První mezikrajové utkání se konalo v Bratislavě v roce 1965, další v Brně v roce 1966 a další rok probíhalo v Bratislavě. Pravidla soutěže a účelná organizační struktura se vyvinula během krátké doby a obojí je zapsáno v organizačním řádu. Soutěž je organizována Ústřední komisí chemické olympiády, která spolupracuje s Národním institutem dětí a mládeže MŠMT. Od zrodu dohlíží na odbornou úroveň Československá a později Česká společnost chemická. V historii se vystřídala celá řada autorů, kteří patří zejména do řad učitelů chemie, ale i studentů vysokých škol, kteří jsou často bývalí účastníci soutěže. Tato spolupráce zkušenějších a mladších výrazným způsobem přispívá k zajímavosti a přitažlivosti úloh. Byly to právě úlohy, které během téměř čtyřiceti let doznaly největších změn. Velká změna jejich náročnosti byla způsobena jak rozvojem oboru a školského systému, tak zpětným působením mezinárodních soutěží, na nichž se zřetelně projevují výsledky soustavné a cílevědomé práce s talentovanými mladými lidmi. Počet účastníků školních kol se během let stabilizoval a v 36. ročníku přesáhl 13 000.
Iniciativa ke konání Mezinárodní chemické olympiády vyšla z Československa a její první ročník se konal v červnu roku 1968 v Praze. Dalšími účastníky byly Polsko a Maďarsko. Postupně se přidaly všechny lidové demokracie a v 80. letech další evropské a nakonec i zámořské státy. 32. ročníku MCHO se v Kodani zúčastnilo 208 žáků z 53 zemí. Soutěžit mohou maximálně čtyři reprezentanti jedné země, hodnotí se pouze jednotlivci. Naše reprezentační družstvo se vybírá z nejlepších účastníků ústředního kola kategorie A po dvou týdenních soustředěních a mnoha testech. Československo nevynechalo ani jeden ročník a patřilo k nejúspěšnějším státům. Od roku 1993 soutěží samostatné České a Slovenské družstvo. Od té doby získala naše republika na MCHO celkem 5 zlatých, 13 stříbrných a 16 bronzových medailí, a patří tak opět mezi velmi úspěšné státy. Zlaté medaile získali Luděk Meca (Peking 1995), Jiří Janeček (Peking 1995), Jiří Franta (Moskva 1996), Vlastimil Kulda (Montreal 1997), Jiří Kysilka (Bombaj 2001), Eva Pluhařová (Kiel 2004), (Tchaj-pej 2005) Petr Gerhard (Gyeongsan 2006), František Petrouš (Tokyo, 2010),(Ankara, 2011), (Washington, 2012), Ondřej Hák (Tokyo, 2010),(Ankara, 2011), Adam Přáda (Hanoj, 2014), Jiří Etrych (Baku, 2015), Miroslava Novoveská (Praha a Bratislava, 2018), Josef Tomeček (Praha a Bratislava, 2018), Jan Obořil (Praha a Bratislava, 2018), (Paříž, 2019). Nejlepší absolventi ústředního kola kategorie E (z chemických průmyslových škol) se od roku 1991 pravidelně zúčastňují evropské Grand Prix Chimique organizované každé dva roky pro chemicky orientované školy, kde patří opět k nejúspěšnějším. V Budapešti roku 1999 obsadil Jan Pozner první místo.

## Soutěžní kola
Každá kategorie chemické olympiády se rozděluje na jednotlivá soutěžní kola, kterými podle výsledků postupují vždy nejlepší účastníci jednotlivých kol. Každá kategorie však nezahrnuje všechna soutěžní kola. Soutěžící do dalších kol olympiády vybírá vždy komise a to na základě výsledků, které ji jsou zaslány z předcházejících kol. Obecně platí, že do dalšího kola postoupí vždy první soutěžící z menších regionů popř. škol, které spadají pod následující kolo olympiády. Počet účastníků soutěžních kol je omezen obvykle na 36.
Ne každá kategorie olympiády obsahuje všechna soutěžní kola, ale všechny kategorie chemické olympiády začínají domácím neboli školním kolem. Po jeho vyřešení se pomocí kontrolního testu školního kola vyčlení nejlepší žáci, kteří budou reprezentovat školu ve vyšším kole – okresním, krajském až celostátním. Po celostátním kole následují ještě dvě kola, ve kterých probíhá teoretické a praktické soustředění před mezinárodní chemickou olympiádou. Soutěžní úlohy v jednotlivých kategoriích jsou vždy pro všechny soutěžící v celé České republice stejné, proto se okresní a krajské kolo koná v rozmezí dvou dnů.

### Domácí kolo
Domácí kolo účastník chemické olympiády řeší v domácím prostředí a skládá se z teoretické a praktické části. Teoretické úlohy řeší žák sám a praktickou úlohu řeší ve škole za dozoru učitele. Na základě výsledků praktické části pak odpovídá na jednotlivé soutěžní otázky, které jsou k úlohám praktické části zadané. Na vyřešení teoretické a praktické části má čas do stanoveného termínu, který je u každé kategorie jiný. V jeho průběhu má možnost účastník získávat znalosti z doporučené literatury k soutěžním úlohám, které se nachází v brožuře pod úvodem k soutěžním úlohám. Po vyřešení úloh učitel řešení opraví a dá žákovi řešení úloh.

### Kontrolní test školního kola
Toto „soutěžní kolo“ se pořádá pouze v určeném časovém intervalu. Doba jeho řešení je různá a závisí na kategorii. Úlohy týkající se tohoto kola jsou pouze z teoretické části a jejich skladba závisí na kategorii, praktická část se v tomto kole neřeší. Tohoto kola se účastní všichni žáci, kteří odevzdali výsledky školního kola. Po vyřešení kontrolního testu se body z domácí kola a testu sečtou a žáci, kteří se umístili na prvních třech místech, mají největší šanci na postup do dalšího kola. O jejich postupu rozhodne komise chemické olympiády a postupujícím pošle pozvánky.

### Okresní kolo
Okresní kolo je pouze součástí kategorie D. V ostatních kategoriích se nepořádá kvůli nízké účasti soutěžících. Toto soutěžní kolo se skládá z teoretické i praktické části, na jejíž vyřešení mají soutěžící čas 60 minut na teoretickou a 60 minut na praktickou část. Po vyřešení se v některých okresech úlohy opravují hned a v jiných se opravují v blízké době. První tři žáci získávají věcnou cenu nebo peněžní poukázku. Výsledky účastníků okresního kola se posílají krajské komisi, která vybere soutěžící do krajského kola.

### Krajské kolo
Krajské kolo je součástí všech kategorií chemické olympiády. Tímto soutěžním kolem končí všechny kategorie kromě kategorie A,E a nově od roku 2024 i kategorie B. Krajská kola jednotlivých kategorií jsou v různých termínech, aby se mohli soutěžící účastnit několika kategorií chemické olympiády zároveň. Toto soutěžní kolo se skládá z teoretické i praktické části, na jejíž vyřešení mají soutěžící čas 120 minut na teoretickou (90 minut u kategorie D) a 90 minut na praktickou. Po vyřešení se v některých krajích úlohy opravují hned a v jiných se opravují v blízké době. První tři žáci získávají věcnou cenu nebo peněžní poukázku a možnost zúčastnit se letního odborného soustředění v Běstvině. Výsledky nejlepších účastníků krajského kola kategorie A a E se posílají ústřední komisi, která vybere soutěžící do celostátního kola.

### Celostátní kolo
Celostátní kolo je součástí pouze kategorie A,E a od roku 2024 i kategorie B. Účastní se ho vždy nejlepší zástupce svého kraje a ostatní účastníci jsou vybíráni na základě počtu bodů v krajském kole. Počet účastníků celostátního kola je každý rok různý. Toto soutěžní kolo se skládá z teoretické i praktické části, na jejíž vyřešení mají soutěžící čas 180 minut na teoretickou a 180 minut na praktickou část. Celostátní kolo probíhá během několika dnů. Úlohy teoretické části se řeší druhý den a praktické třetí. Poslední den se vyhlašují výsledky a předávají věcné ceny. Nejlepší účastníci mohou získat i jednorázová stipendia, v minulosti vítěz získával i pohár.

### Soustředění před mezinárodní chemickou olympiádou
Kategorie A celostátním kolem končí, ale 16 (v roce 2022 výjimečně 18, následně však v roce 2023 pouze 15) nejlepších soutěžících postupuje do prvního (teoretického) soustředění před mezinárodní olympiádou a z něj 8 nejlepších do druhého (normálně praktického) soustředění. Úkolem těchto dvou soustředění je vybrat 4 soutěžící, kteří budou Českou republiku reprezentovat na mezinárodní chemické olympiádě. Účastníci soustředění obdrží přípravné úlohy, které budou tématem soustředění. Každé soustředění je šestidenní a v jeho průběhu jsou každý den dvě přednášky, po kterých následuje test z dané přednášky. Body ze soustředění se sečtou s body z celostátního kola a zprůměrují. 4 soutěžící s největším počtem bodů se nakonec mohou zúčastnit mezinárodní chemické olympiády.

## Kategorie
Chemická olympiáda se skládá z pěti kategorií, které se od sebe liší složitostí úloh a určeným ročníkem studia, během kterého se žáci dané kategorie mohou zúčastnit. Často se vyšších kategorií účastní i mladší žáci, ale starší žáci se nemohou účastnit nižších kategorií. Kategorie se označují písmeny podle abecedy od nejsložitější, určené pro nejstarší žáky středních škol, po nejlehčí, určené pro nejstarší žáky základních škol. Výjimku tvoří kategorie E, která vznikla teprve roku 1991, a proto se písmenným označení vymyká ostatním kategoriím, i když je svou obtížností stejná jako kategorie A. Všechny kategorie obsahují teoretickou a praktickou část a jsou děleny na jednotlivá kola, ve kterých je obtížnost úloh postupně stupňována.

### Kategorie D
Kategorie D je určena pro žáky 8. a 9. ročníků základních škol, 3. a 4. ročníků osmiletých gymnázií a 1. a 2. ročníků šestiletých gymnázií. Kategorie zahrnuje domácí (školní) kolo, kontrolní test školního kola, okresní kolo a krajské kolo. Úlohy této kategorie se skládají z teoretické části, která není dále dělena, a praktické části. Úlohy jsou často zaměřovány na učivo, které se běžně probírá v hodinách chemie.

### Kategorie C
Kategorie C je určena pro žáky 1. a 2. ročníků středních škol, 5. a 6. ročníků osmiletých gymnázií a 3. a 4. ročníků šestiletých gymnázií. Kategorie zahrnuje domácí (školní) kolo, kontrolní test školního kola a krajské kolo. Úlohy této kategorie se skládají z teoretické části, která není dále dělena, a praktické části. Úlohy jsou často zaměřovány na učivo, které se běžně probírá v hodinách chemie, ale objevují se v ní i otázky, na které si žák najde odpověď pouze v doporučené literatuře.

### Kategorie B
Kategorie B je určena pro žáky 2. a 3. ročníků středních škol, 6. a 7. ročníků osmiletých gymnázií a 4. a 5. ročníků šestiletých gymnázií. Kategorie zahrnuje domácí (školní) kolo, kontrolní test školního kola a krajské kolo. Úlohy této kategorie se skládají z teoretické části, která se dělí na anorganickou a organickou část, a praktické části. Úlohy jsou pouze z části zaměřovány na učivo, které se běžně probírá v hodinách chemie. Z větší části si soutěžící musí sami nastudovat dané téma z doporučené literatury.

### Kategorie E
Kategorie E je určena pro žáky 3. a 4. ročníků středních škol s chemickým zaměřením. Kategorie zahrnuje domácí (školní) kolo, kontrolní test školního kola, krajské kolo a celostátní kolo. Úlohy této kategorie se skládají z teoretické části, která je dělena na anorganickou, organickou a fyzikálně chemickou část, a praktické části. Témata úloh spadají mimo běžné učivo chemie, proto si soutěžící musí problematiku úloh nastudovat z doporučené literatury. Úlohy jsou více zaměřené na praktické dovednosti.

### Kategorie A
Kategorie A je určena pro žáky 3. a 4. ročníků středních škol, 7. a 8. ročníků osmiletých gymnázií a 5. a 6. ročníků šestiletých gymnázií. Kategorie zahrnuje domácí (školní) kolo, kontrolní test školního kola, krajské kolo, celostátní kolo a soustředění před mezinárodní olympiádou. Úlohy této kategorie se skládají z teoretické části, která je dělena na anorganickou, organickou, fyzikálně chemickou, biochemickou část a dále praktické části. Témata úloh spadají mimo běžné učivo chemie, proto si soutěžící musí problematiku úloh nastudovat z doporučené literatury.

## Mezinárodní chemická olympiáda
Mezinárodní chemická olympiáda (IChO) je celosvětově nejvyšší možné kolo chemické olympiády pro žáky gymnázií. Mohou se ho účastnit pouze nejlepší soutěžící, kteří úspěšně prošli celou kategorií A a dvěma následujícími soustředěními. Z každého státu na něj mohou postoupit maximálně 4 soutěžící. Československo patřilo spolu s Polskem a Maďarskem k zakládajícím zemím mezinárodní chemické olympiády. Každý rok se IChO pořádá v jiné zemi kdekoliv ve světě. Úlohy IChO jsou velmi obtížné a každý stát klade při jejich vytváření důraz na jiné odvětví chemie. IChO probíhá v průběhu několika dní. Po příjezdu do země je oddělen doprovod od soutěžících. Dvoučlenný doprovod má za úkol přeložit soutěžní úlohy do národního jazyka. Soutěžící mají mezitím pestrý program. Po překladu soutěžící vyřeší jeden den teoretickou část a druhý den praktickou. Po opravení úloh se sečtou body a vyhlásí výsledky. Medaile se neudělují jako ve sportovních soutěžích, ale základní kritérium je množství účastníků. Prvních 10% ve výsledkové listině získá zlatou medaili, dalších 15% stříbrnou a dalších 30 % bronzovou.

## Grand Prix Chimique
Grand Prix Chimique je nejvyšší kolo chemické olympiády pro žáky chemicky zaměřených škol. Pořádá se jednou za dva roky v jednom evropském státu a zúčastnit se ho mohou pouze nejlepší účastníci celostátního kola kategorie E.

## Běstvina
Běstvina je obec v chrudimském okrese, kde se každý rok pořádá letní odborné soustředění nejlepších chemiků a biologů, kteří se účastnili olympiády. Soustředění probíhá v uzavřeném táboře po dobu dvou týdnů, vždy první a druhý týden v červenci, ve třetím a čtvrtém týdnu je vystřídají jejich mladší vrstevníci, ještě studující základní školy. Chemická část je rozdělená do tří skupin podle kategorií olympiády, které se žáci účastnili (kategorie C, B a A). Náplní soustředění jsou přednášky, týkající se následujícího ročníku chemické olympiády, zajímavostí z různých oblastní chemie a vědy. Každý den jsou dvě tříhodinové přednášky nebo přednáška a laboratorní cvičení. Ve volném čase si mohou žáci hrát hry, chodit po okolí nebo dělat zajímavé chemické pokusy v laboratoři. Některé dny jsou i večerní přednášky, na kterých přednášející prezentuje nějaký problém současné vědy nebo nějakou zajímavost. Součástí soustředění je i jeden celodenní výlet.